# 嵐が丘
『嵐が丘』（あらしがおか、原題：Wuthering Heights ）は、エミリー・ブロンテの生涯唯一の小説。1847年刊。
英語圏では「世界の三大悲劇」や「世界の十大小説のひとつ」などと評されている。

## 概要

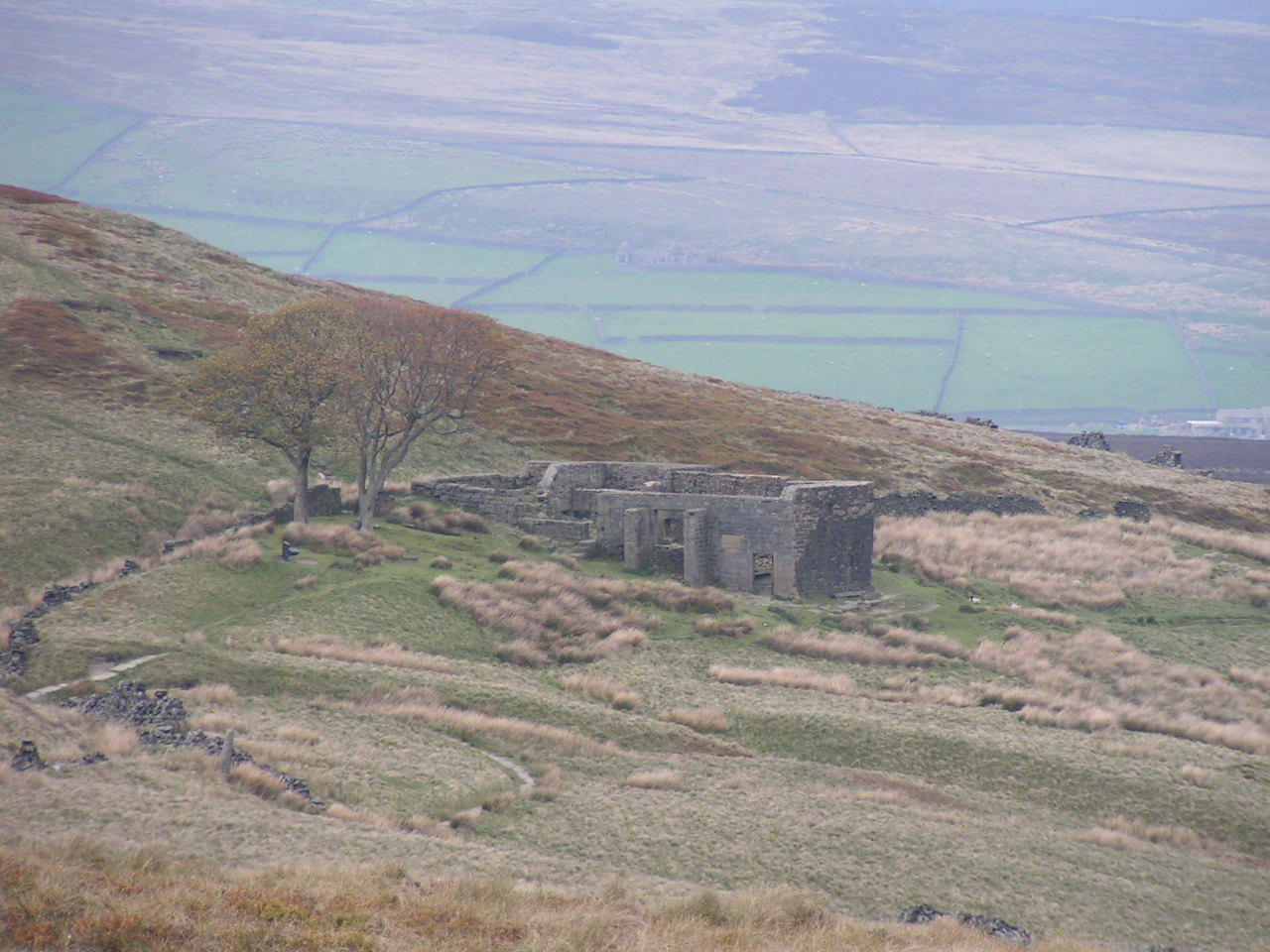
『嵐が丘』のモデルになったハワースの荒野にある「トップ・ウィゼンズ」の廃墟

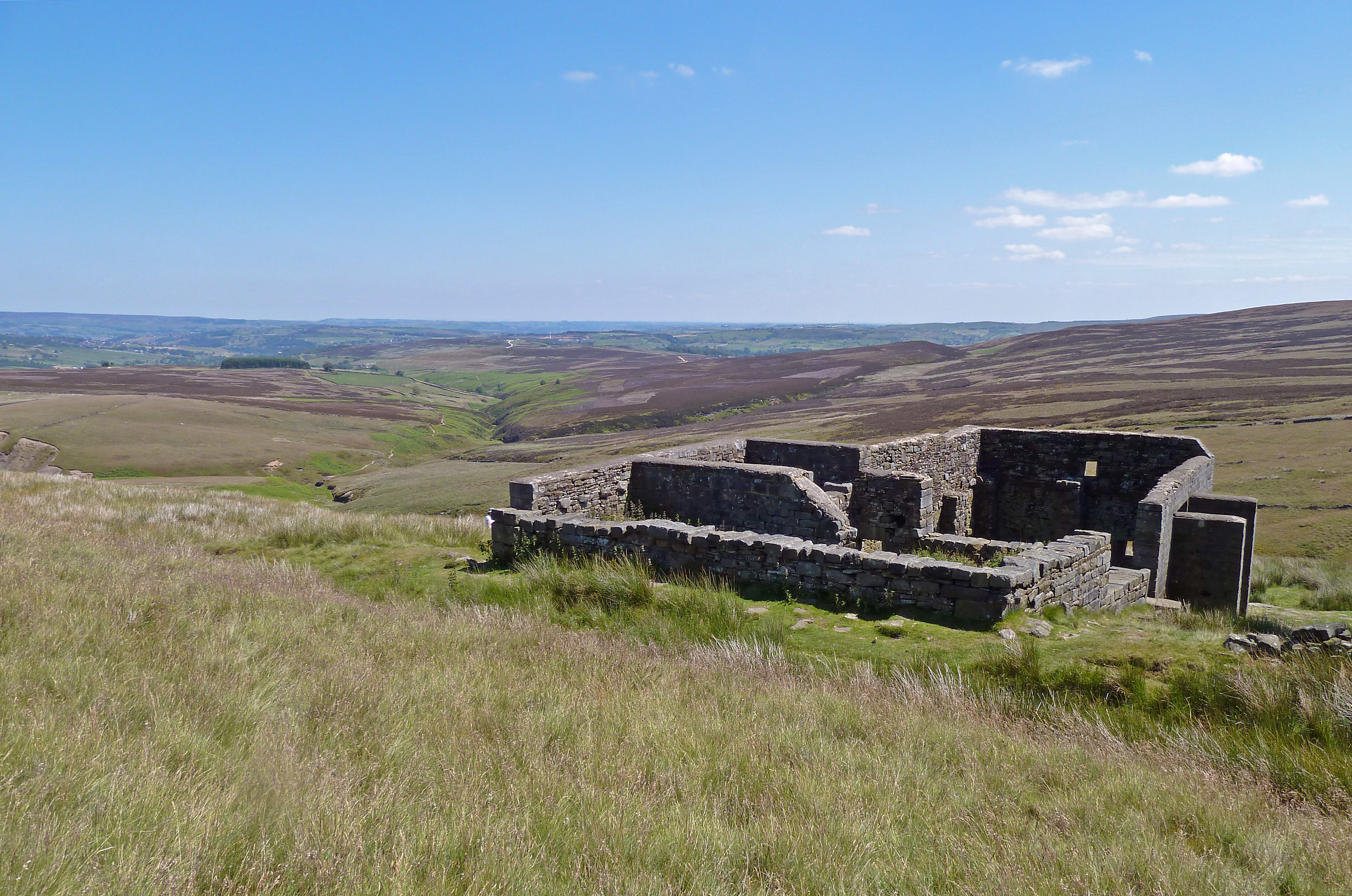
「トップ・ウィゼンズ」から眺める荒野

「最後のロマン主義作家」とされるブロンテ姉妹のひとりエミリー・ブロンテが29歳の時に発表したデビュー作である。姉妹が暮らしていたイングランド・ヨークシャーのハワースを舞台にした長編小説で、侘しく厳しい荒野（ヒース・ムーア）の自然を背景に、荒々しくかつ背徳的な物語が展開する。
作者のエミリーは牧師の娘で、若い頃から音楽教師をしており、この作品の着想は20歳の頃に得たとされている。当時は女性作家に対する評価が低く、姉妹は男とも女ともとれるような筆名を用い、1847年にエミリーは「エリス・ベル」名義で『嵐が丘』を、姉のシャーロットは「カラー・ベル」名義で『ジェーン・エア』を出版した。姉の『ジェーン・エア』はベストセラーになって「作者は男か、女か」が世間の話題になったのに対し、『嵐が丘』は酷評された。ただし、世間の反応は出版当初から「異様な物語に大きな衝撃を受け、当惑する一方で、その力強さや独創性は認められていた」とする評価もある。
エミリーは出版の翌年に病没しており、後に姉のシャーロットが『嵐が丘』の2版で作者が妹のエミリーだったことを明かした。
20世紀に入った頃には高く評価されるようになっており、日本では1920年代に東京帝国大学で英文学を教えたエドマンド・ブランデンが、『リア王』、『白鯨』、『嵐が丘』が「英米文学の三大悲劇」と教えたことから広まったという。当時文部省の研究員としてイギリスに派遣された浜林生之助は、帰国後の1930年（昭和5年）に出版した『英米文学巡礼』のなかで、その頃既に「ブロンテ・カンツリ」と呼ばれるようになっていたハワース一帯を紹介している。
物語は「アーンショウ家」と「リントン家」の2つの家で三代に渡って繰り広げられ、特に「ヒースクリフ」と「キャサリン」との間の愛憎、悲恋、復讐が主要に描かれる。小説の構成は複雑で、発表当時としては理解しがたいものとして酷評を招き、後世には高い評価を受けることになった。この点について翻訳家の鴻巣友季子は新潮文庫版の書評で次のように指摘した。
原題は Wuthering Heights といい、ハワースにある「トップ・ウィゼンズ」という荒野の廃墟をモデルにしている。「wuther」は「風がビュービューと吹き荒れる」を意味する語で、「Wuthering Heights」はアーンショウ家の屋敷のことだが、これを『嵐が丘』とした斎藤勇の日本語訳は「歴史的名訳」とされている。

## あらすじ

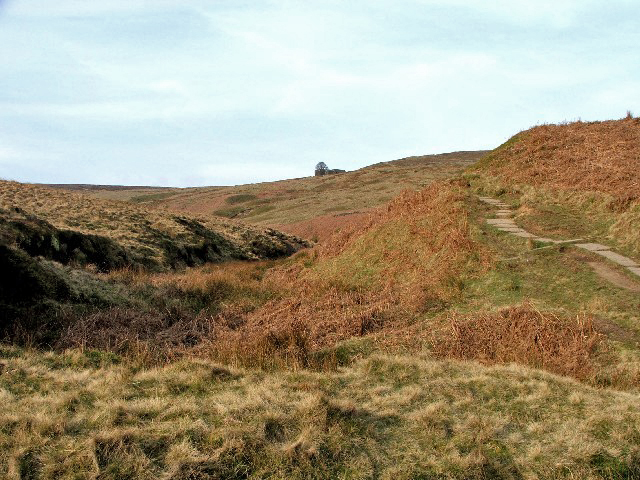
『嵐が丘』のモデル「トップ・ウィゼンズ」を見上げた風景

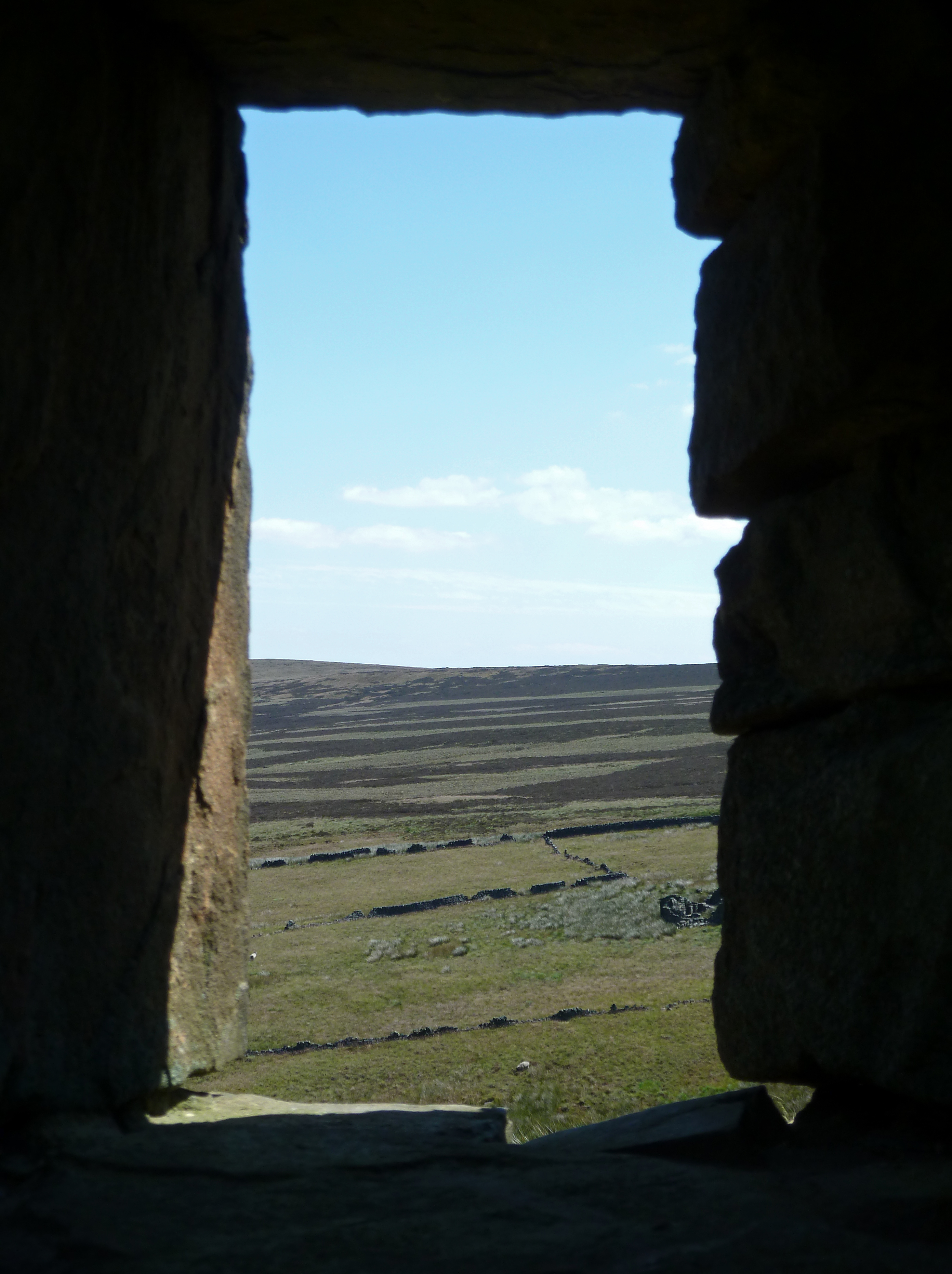
「トップ・ウィゼンズ廃墟」の窓から荒野を望む

1801年、都会の生活に疲れた自称”人間嫌い”の青年ロックウッドは、人里離れた田舎にある「スラッシュクロス＝鶫の辻」と呼ばれる屋敷を借りて移り住むことにした。その後、ロックウッドは挨拶のため唯一の近隣であり大家の住む屋敷、「ワザリング・ハイツ＝嵐が丘」を訪れ、主人のヒースクリフと面会する。ヒースクリフは非常に不愉快な人間だったが、彼に興味を抱いたロックウッドは再び嵐が丘を訪問する。
嵐が丘にはヒースクリフのほか、キャサリン・リントンという娘と粗野な男ヘアトンが住んでいた。キャサリンは美しいがまるで生気がなく、ヘアトンは召使のような格好をしているが、食卓を一緒に囲んでいる。しかも、この住人たちの関係は冷え切っており、客前でも平気で罵りあっていた。
その夜、吹雪に降り込められたロックウッドは宿泊を申し込むものの、ヒースクリフに断られて途方に暮れる。しかし、気の良い家政婦のズィラに案内され、内密で部屋をあてがわれる。その部屋でロックウッドはキャサリン・アーンショウの日記を発見し、読みながらいつの間にか眠ってしまう。しばらく後、物音にふと目を覚ましたロックウッドは、少女の幽霊が窓を叩きながら「ヒースクリフ、私よ、キャシーよ」と呼び掛ける姿を見て仰天する。恐怖のあまりロックウッドが叫び声を上げると、怒り狂ったヒースクリフが駆けこんでくる。しかし彼は幽霊の話を聞くと表情を一変させる。すでに少女の姿は消えていたが、ヒースクリフは窓に取りすがり「キャシー、帰っておいで」と呼び掛けて泣き崩れた。
翌日、這う這うの体で鶫の辻に戻ったロックウッドは、家政婦のネリーに事情を尋ねる。実はネリーはかつて嵐が丘で働いていた家政婦の娘で、嵐が丘と鶫の辻、二つの屋敷にまつわる複雑で愛憎の入り組んだ物語を誰よりも知っていた。――
昔、この嵐が丘には地主のアーンショウとアーンショウ夫人、その子供である兄ヒンドリーと妹キャサリンが暮らしていた。ある日、アーンショウは外出先のリヴァプールから身寄りのない少年を家に連れ帰った。彼はその男児をヒースクリフと名づけ、実の子のように可愛がるが、得体のしれない出生と浅黒い肌を持ち、英語もうまく話せないヒースクリフを召使たちは快く思わず、若き日のネリーも秘かに彼を虐めていた。また、父の愛情を奪われたと感じたヒンドリーはヒースクリフを憎み、暴力を振るうようになったため遠ざけられ、寄宿学校に入れられる。一方、奔放なキャサリンは、最初はヒースクリフを警戒していたもののすぐに打ち解け、一緒に荒野を駆けまわって遊ぶようになる。
しかし数年後、アーンショウと夫人が亡くなると、妻フランセスを連れて戻ったヒンドリーが嵐が丘の主人となり、ヒースクリフは養子並みの扱いから下働きへと落とされる。それでもヒースクリフとキャサリンの絆は変わらず、キャサリンはヒースクリフを手伝って畑を耕し、彼に勉強を教える。いつしか二人は互いに恋心を抱くようになっていた。
ある日キャサリンとヒースクリフは悪戯心を起こして鶫の辻の敷地に入り込み、屋敷の中を覗き込んだために番犬をけしかけられ、キャサリンが足を噛まれてしまった。鶫の辻の主人リントンは、彼女が嵐が丘の娘キャサリンと知ると屋敷に招き入れて手当てをするが、下働きにしか見えないヒースクリフは邪険に扱われ、一人嵐が丘へと戻された。
療養のためにしばらくリントン家にとどまることになったキャサリンは、リントン夫人やその息子エドガー、エドガーの妹イザベラにも歓迎され、身分にふさわしい待遇と教育を受けて暮らす。5週間後のクリスマス前日、嵐が丘へと戻ったキャサリンは見違えるような淑女となっており、ヒースクリフは近寄りがたいものを感じてよそよそしい態度をとってしまう。キャサリンも、もはや元の粗野な振舞いに戻ることはできず、二人の間には距離が生まれていた。
その翌日、クリスマスパーティーに出席するため、リントン家の兄妹が嵐が丘を訪れる。屋敷は美しく飾り付けられ、食卓には御馳走が並ぶ。しかしリントン家からの申し入れでヒースクリフは同席を拒まれる。彼を可哀そうに思ったネリーは、場にふさわしいよう身なりを整えてやるが、ヒンドリーに悪態をつかれて追い出され、エドガーからは伸びっぱなしになっていた髪を「仔馬のたてがみ」と馬鹿にされる。怒りを爆発させたヒースクリフは熱いアップルソースをエドガーに浴びせ、エドガーは女の子のように泣きじゃくってキャサリンに呆れられる。ヒースクリフはヒンドリーに折檻されたうえ屋根裏部屋に閉じ込められるが、ネリーに助け出される。ヒースクリフはヒンドリーに対する恨みを募らせ、いつか復讐してやると悪態をつく。
フランセスはヒンドリーの息子ヘアトンを出産後、体力を回復できず亡くなり、悲しみから酒びたりとなったヒンドリーは、酔っては幼いヘアトンを殴るようになる。屋敷は荒れ果てて誰も寄り付かなくなったが、キャサリンに恋したエドガーだけは通い続けていた。
ある日、キャサリンに招待されたエドガーが屋敷を訪れると、キャサリンは掃除を続けて部屋を出て行かないネリーと激しく口論しているところだった。その様子に怯えたヘアトンが泣き出すと、キャサリンは肩を乱暴に揺さぶって泣き止ませようとする。驚いたエドガーが止めようとしたところ、はずみでキャサリンは彼を打ってしまう。腹を立てたエドガーは絶交を宣言し、キャサリンは泣き出す。結局はこの喧嘩が逆に作用して、二人の仲は急速に深まった。
その夜、キャサリンはエドガーに求婚され、承諾したことをネリーに打ち明ける。容姿も良く話し上手で、裕福なエドガーは理想の結婚相手であり、一方、身分違いのヒースクリフと結婚すれば、自分も下層階級に落ちてみじめな生活を送るしかなくなってしまうと悩むキャサリン。ネリーはその考えを批判し、ヒースクリフを捨てられるのか、ヒースクリフの気持ちを考えないのかと咎めるが、キャサリンは、自分が魂の片割れであるヒースクリフを捨てることなど絶対にないと断言し、エドガーと結婚すればその資産でヒースクリフを援助し、出世させてやれると語る。
たまたまこの会話を立ち聞きしたヒースクリフは、キャサリンが自分との結婚を否定したところで耐え切れなくなり、その後の彼女の本音を聞かないまま家を飛び出してしまう。ヒースクリフが行方不明になったことを知ったキャサリンは錯乱し、ショックから寝込んでしまうが、ネリーの看護とエドガーの励ましにより回復。エドガーと結婚し、ネリーを伴って鶫の辻へと移り住んだ。
3年後、ヒースクリフはどういう手を講じたものか、裕福な紳士となって荒野に舞い戻る。しかしそれは自分を虐待したヒンドリー、キャサリンを奪ったエドガー、そして自分を捨てたキャサリンへの復讐を果たすためであった。
彼の目的を知らないキャサリンは思いがけない再会に大喜びするが、エドガーはその様子を見て嫉妬と不安を抱き、さらに妹のイザベラがヒースクリフに惹かれ始めたことを知って困惑する。粗野な野生児である彼の本質をよく知るキャサリンも、イザベラにはふさわしくない相手だと忠告するが、恋に夢中になったイザベラは昔の関係を持ち出してキャサリンに反発する。
ヒースクリフは当初イザベラを冷たく扱っていたものの、むしろエドガーとキャサリンに対する復讐のチャンスだと考えなおし、積極的にイザベラを誘惑し始める。それを止めようとするキャサリンに、これは復讐だとヒースクリフは宣告し、二人は激しい口論となる。ネリーは二人を止めようとエドガーに告げ口するが、その行動が誤解を招き、今度はキャサリンとエドガーが口論となってしまう。エドガーはヒースクリフの出入りを禁止し、彼と別れるか自分と離婚するかとキャサリンに迫る。激高したキャサリンは食事もとらないまま3日間も閉じこもり、精神を病んで次第に衰弱していく。心配したネリーは医者を呼びに行くが、イザベラはその夜のうちにヒースクリフと駆け落ちしてしまう。
それから2か月後、エドガーの子供を身ごもっていたキャサリンは、精神錯乱と妊娠による消耗が重なり、明日をも知れない状態となっていた。そこへネリー宛に、嵐が丘のイザベラから手紙が届く。手紙には、今更ながらキャサリンの忠告が真実であり、ヒースクリフに騙されていたと気付いた。毎日つらい思いをさせられ、もはやヒースクリフに憎しみを抱いていると綴られ、このことを兄と義姉には知らせないでほしいが、ネリーが来てくれることを心待ちにしていると結ばれていた。イザベラの身を案じて嵐が丘に出向いたネリーは、そこでヒースクリフに捕まり、キャサリンとの密会を強要される。
ネリーの手引きにより、ヒースクリフはエドガーの留守を衝いて鶫の辻を訪問し、最後の逢瀬を交わす。幽鬼のような姿となり、死を待つばかりのキャサリンを見たヒースクリフは動揺し、思わず彼女への素直な愛情を口走る。キャサリンも最後には彼を受け入れ、二人はようやく寄り添うことができた。しかしそこへエドガーが帰宅し、気が気でないネリーは二人を引き離そうと騒ぎ立て、かえって事をエドガーに気付かせてしまう。ヒースクリフの腕の中で気を失っているキャサリンを見たエドガーは、怒りのあまりヒースクリフに掴み掛るが、ヒースクリフはそんなことよりまずキャサリンの手当てをしろ、と言い放ち屋敷を去る。キャサリンは何とか意識を回復するが、正常な精神状態に戻ることはなかった。
その夜、キャサリンは最後の力で出産を終えると亡くなり、エドガーは残された娘に母と同じキャサリン（キャサリン・リントン、以下キャシー）と名付け、亡き妻と区別するためにキャシーと呼ぶようになる。エドガーはキャサリンをリントン家の墓地ではなく、緑の丘に埋葬した。その翌日、悲しみの中にある鶫の辻に、怪我だらけのイザベラが駆け込んでくる。ヒースクリフの暴力から、命からがら脱出してきたのだ。その後イザベラはロンドンへと逃れ、そこでヒースクリフの息子リントン（リントン・アーンショウ、以下リントン）を出産する。
酒に溺れる日々を送っていたヒンドリーはヒースクリフに賭博を仕掛けられ、気付けば嵐が丘の屋敷と土地を抵当に彼から借金を重ねるようになっていた。そのヒンドリーが亡くなったことで、ヒースクリフが嵐が丘の新たな主人となる。嵐が丘の全権力を握ったヒースクリフはさっそく、本来なら嵐が丘の後継者であったヘアトンを、かつての自分同様の下働きに落とす。ヘアトンは利発で健康な子供で、その面差しは叔母に当たるキャサリンによく似ており、ヒースクリフも内心ヘアトンを気に入っていた。しかしヘアトンは憎きヒンドリーの息子であり、ヒースクリフは復讐のために自分の心を捻じ曲げ、愛情を捨て去ったのだ。こうしてヘアトンは教育を与えられずこき使われるうちに、品性を失い、汚い恰好をした教養も愛想もない人間へと変わってしまう。
キャシーは父エドガーの愛情を一身に受け、鶫の辻の箱入り娘として大切に育てられる。彼女が12歳になったころイザベラが亡くなり、遺言により一子リントンはエドガーに引き取られることになる。エドガーがロンドンに出掛けている間に、好奇心旺盛なキャシーは嵐が丘の敷地へ入り込み、そこで偶然ヘアトンと出会う。ヘアトンは18歳になっていたが、ヒースクリフから受けた仕打ちの結果、未だに読み書きもできず、まともな言葉遣いさえできないままであった。お嬢様育ちのキャシーはそんな人間が存在すること、しかもそれが自分のいとこであることを知って驚くが、それでも友達ができたと喜ぶ。
エドガーは鶫の辻にリントンを連れ帰る。リントンは病弱で気難しい少年だったが、キャシーは彼を歓迎する。しかしそこへ嵐が丘の下男、ジョウゼフが使いに現れ、ヒースクリフが息子リントンを寄越すように命じたと告げる。その翌日、エドガーは渋々、ネリーを付き添わせてリントンを送り出す。しかしリントンを見たヒースクリフは失望し、あっさりと彼を見限ってしまう。ヒースクリフの態度に怯えたリントンは泣きわめく。
キャシーが16歳になるころ、虚弱なリントンは20歳まで生きられまいと言われていた。また、エドガーも体が弱っており、どちらが先に亡くなるかという状態だった。ヒースクリフは、鶫の辻の先代であるエドガーの亡父の遺言がまだ有効であり、男性の血縁だけに相続権があることに目を付け、自分の息子でありエドガーの甥であるリントンと、エドガーの娘だが相続権のないキャシーを結婚させることで、鶫の辻を間接的に自分のものにしようと企む。
ヒースクリフは策を弄してリントンをけしかけ、キャシーはリントンに恋したと錯覚し、父エドガーに内緒で会いに行くようになる。事態を知ったエドガーはキャシーにヒースクリフの危険性を説いて聞かせる。キャシーは会いに行くことはやめたものの、秘かにリントンと文通を続けていたが、ネリーに手紙の束を発見され、焼き捨てられてしまう。
エドガーが病に倒れ、キャシーの気持ちが落ち込んだすきを突くように、ヒースクリフはリントンの状態が思わしくないので会いに来るよう誘う。ヒースクリフの巧みな言葉に騙されたキャシーは再びリントンに会いに行くようになり、折悪しく病気になったネリーは3週間も寝込んでしまったため、彼女を引き留めることができなかった。
しかしリントンは自分の体調が悪いことを訴え、ヒースクリフの機嫌を気にするばかりでキャシーを落胆させ、二人の仲はまるで進展しない。業を煮やしたヒースクリフは、キャシーが回復したネリーを伴って訪れた際、二人を引き離し、数日間にわたって監禁する。このままでは父エドガーの死に目に会えないと脅されたキャシーは結婚を了承してしまう。
なんとか嵐が丘から脱出したネリーは、手勢を集めてキャシーを奪還しようとしていた。エドガーは遺言状を書き換えようと弁護士を手配するが、ヒースクリフの買収工作で失敗に終わる。そこへリントンの手助けで屋敷を抜け出し、キャシーが戻ってくる。キャシーはかろうじて父を看取ることができたが、鶫の辻はすでにヒースクリフのものとなったも同然だった。
エドガーの葬儀後、キャシーを連れ戻すべく鶫の辻にやってきたヒースクリフは、ネリーにキャサリンの墓を暴いた、自分が死んだらキャサリンの隣に葬られ、土の下で一緒になりたいと思っていたと気味の悪い告白をする。彼女の死から18年、ヒースクリフは復讐にひた走る一方でキャサリンへの思いに苦しめ続けられていた。ネリーはキャシーとリントンが鶫の辻で生活できるよう懇願するが、ヒースクリフは無視してキャシーを嵐が丘へと連れ去る。
その後、ネリーは嵐が丘の家政婦ズィラから、嵐が丘の様子を聞かされる。リントンはすでに亡くなり、キャシーは嵐が丘の誰もリントンを助けてくれなかったことを恨んでいた。そのためヘアトンが好意を示しても悪態をつく始末で、ズィラからも良く思われていないという。やがて鶫の辻は売りに出され、それを賃貸したのがロックウッドであった……。――
ロックウッドは期待通りにならなかった鶫の辻での生活を終わらせ、ロンドンへと去った。しばらく後、友人からの招待を受けて北イングランドを訪れたロックウッドは、ネリーを訪ねて一泊しようと鶫の辻へ向かうが、応対に出たのは見知らぬ家政婦で、ネリーは今は嵐が丘にいると告げられる。早速嵐が丘へと向かい、ネリーと再会してみると、屋敷の様子は以前と大きく変わっていた。――
険悪だったキャシーとヘアトンは仲睦まじい恋人同士となっており、幸せそうに語らうキャシーの美しさは、ロックウッドが思わずヘアトンに嫉妬するほどだった。ネリーの話によると、ヒースクリフは3ヶ月ほど前に死んだという。
教育を受けられず、読み書きもできないことを馬鹿にされていたヘアトンだが、キャシーに認められたいという思いから必死に学ぼうとした。最初は彼をさげすんでいたキャシーも、彼のひたむきな姿に心を打たれて文字を教えるようになり、二人は自然に仲を深めていった。一方ヒースクリフは、当初キャシーとヘアトンを徹底的に苛め抜くつもりだったが、キャサリンによく似た二人が仲良くしている様子にその気も失せてしまった。やがてこの世はキャサリンが生きていたこと、それを自分が失ったことを記した膨大な備忘録だと語るようになり、次第に生きる気力をなくし、ついには食事もとらなくなった。そしてある大雨の日、ネリーが部屋で死んでいる彼を発見した。
それ以来、村にはヒースクリフとキャサリンの亡霊がさまようようになり、下男のジョウゼフも雨が降る日にはヒースクリフの寝室の窓に二人の姿が浮かぶと怯えているという。――
話を聞き終えたロックウッドは、恋人たちの邪魔をしないよう、裏口から屋敷の外へと出る。キャサリン、エドガー、ヒースクリフの墓を眺めたロックウッドが、彼らの安らかな眠りに思いを馳せたところで物語は終わる。

## 登場人物

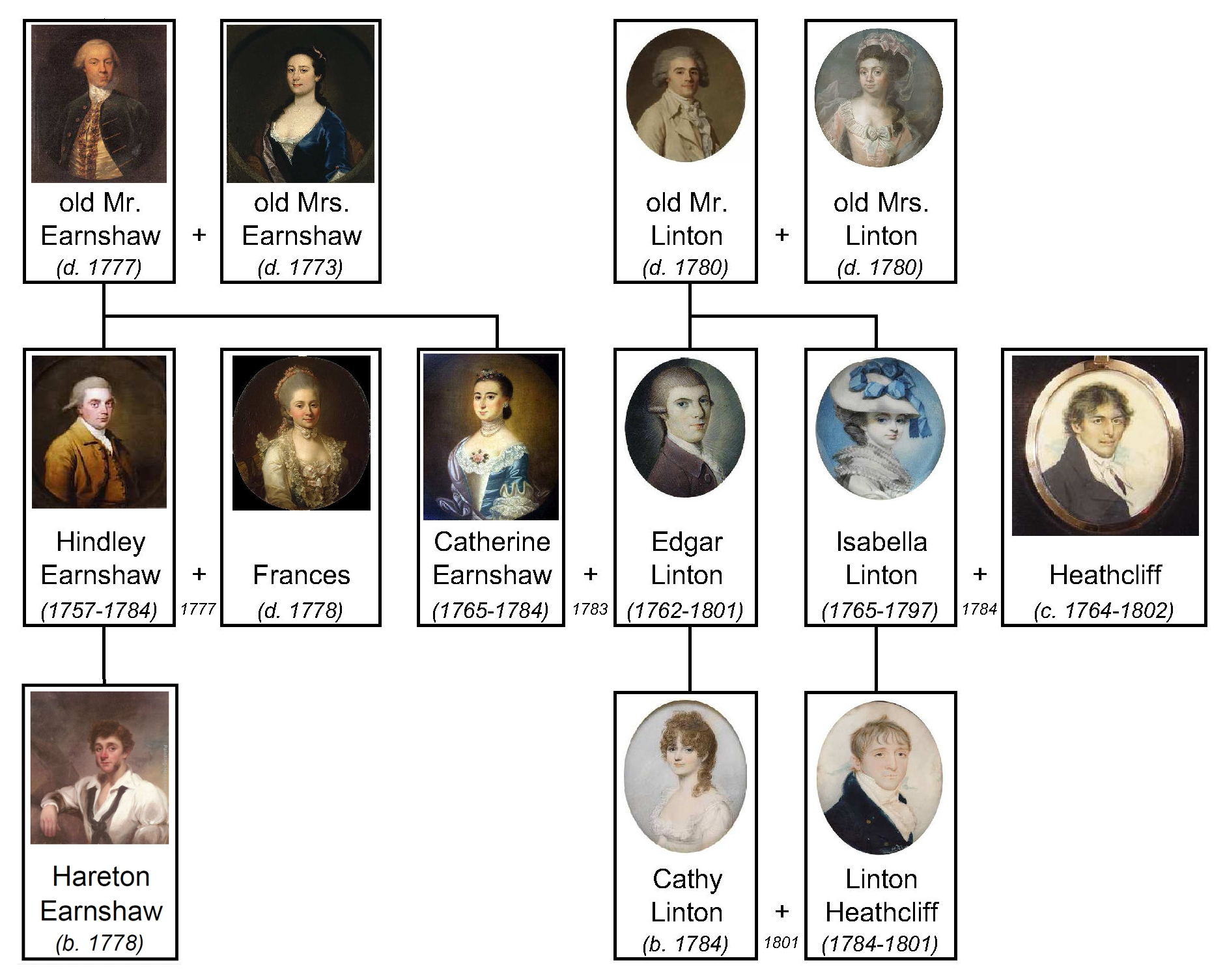
登場人物たち

ヒースクリフ
（1764年ころ-1802年）身元不明で、人種も親の素性もよくわからない孤児。嵐が丘の主人アーンショウにリヴァプールで拾われる。ヒンドリーに虐待され、キャサリンに裏切られたと誤解したことから行方をくらませる。3年後、大金持ちとなって荒野に舞い戻るが、その目的は自分の運命を狂わせた者たちへの復讐だった。1784年、イザベラ・リントンを嵐が丘へ連れ去り結婚するが、彼女への愛情はなく、暴力をふるっていた。
キャサリン・アーンショウ
（1765年-1784年）嵐が丘の主人アーンショウの娘。自由奔放で気性が激しい。同じ教区では並ぶもののない美少女。ヒースクリフと惹かれ合う。1783年、エドガー・リントンと結婚するが、ヒースクリフへの愛情との間で板挟みになり、精神を痛め衰弱、娘キャシーを出産後死亡する。
エドガー・リントン
（1762年-1801年）リントン家の息子。1783年、キャサリン・アーンショウと結婚。ヒースクリフの復讐により妻キャサリンを失い、娘キャシーを奪われる。
イザベラ・リントン
（1765年-1797年）エドガー・リントンの妹。1784年、ヒースクリフに騙され結婚、後に生まれた子供に生家の姓をとってリントンと名付ける。
ヒンドリー・アーンショウ
（1757年-1784年）キャサリンの兄。父親の愛情を奪ったヒースクリフを憎み、養子のように扱われていた彼を下働きの身分に落として虐待する。1777年、フランシスと結婚するが、フランシスは息子ヘアトンを産んで間もなく死亡する。
キャサリン・リントン
（1784年-）キャサリン・アーンショウとエドガー・リントンの娘。母に似て美しく自由奔放だが、素直で優しい少女。エドガーに溺愛されて育ったため、純粋で世間知らず。作中ではキャシーと呼ばれる。1801年、ヒースクリフの子リントン・ヒースクリフと強制的に結婚させられる。
リントン・ヒースクリフ
（1784年-1801年）ヒースクリフとイザベラ・リントンの息子。生来病弱で甘やかされて育ったため、気弱で気難しい。父ヒースクリフからは愛されることなく、死ぬまでその立場をただ利用されていた。1801年、リントン家の財産を手に入れる目的でキャサリン・リントンと結婚させられるが、間もなく死亡する。
ヘアトン・アーンショウ
（1778年-）ヒンドリーとフランシスの息子。面差しが叔母にあたるキャサリンに似ている。本来は嵐が丘の跡取りだが、ヒースクリフに家を乗っ取られ、下働きの身に落とされる。
エレン・ディーン（ネリー）
嵐が丘の家政婦の娘で、自身も家政婦となり、物語開始時点では鶫の辻で働いている。愛称がいくつかあり、物語の中ではネリー、ネルなどとも呼ばれる。物語は概ね、彼女が語る”嵐が丘と鶫の辻、二つの屋敷にまつわる物語”をロックウッドが聞く、という形で展開される。
ロックウッド
語り手。人嫌いを自称し、田舎で静かな生活を送ろうと鶫の辻を賃貸契約し、その大家であるヒースクリフに挨拶に行ったことがきっかけで嵐が丘の人々に興味を抱き、エレンの昔語りを聞く。

## 作品解説

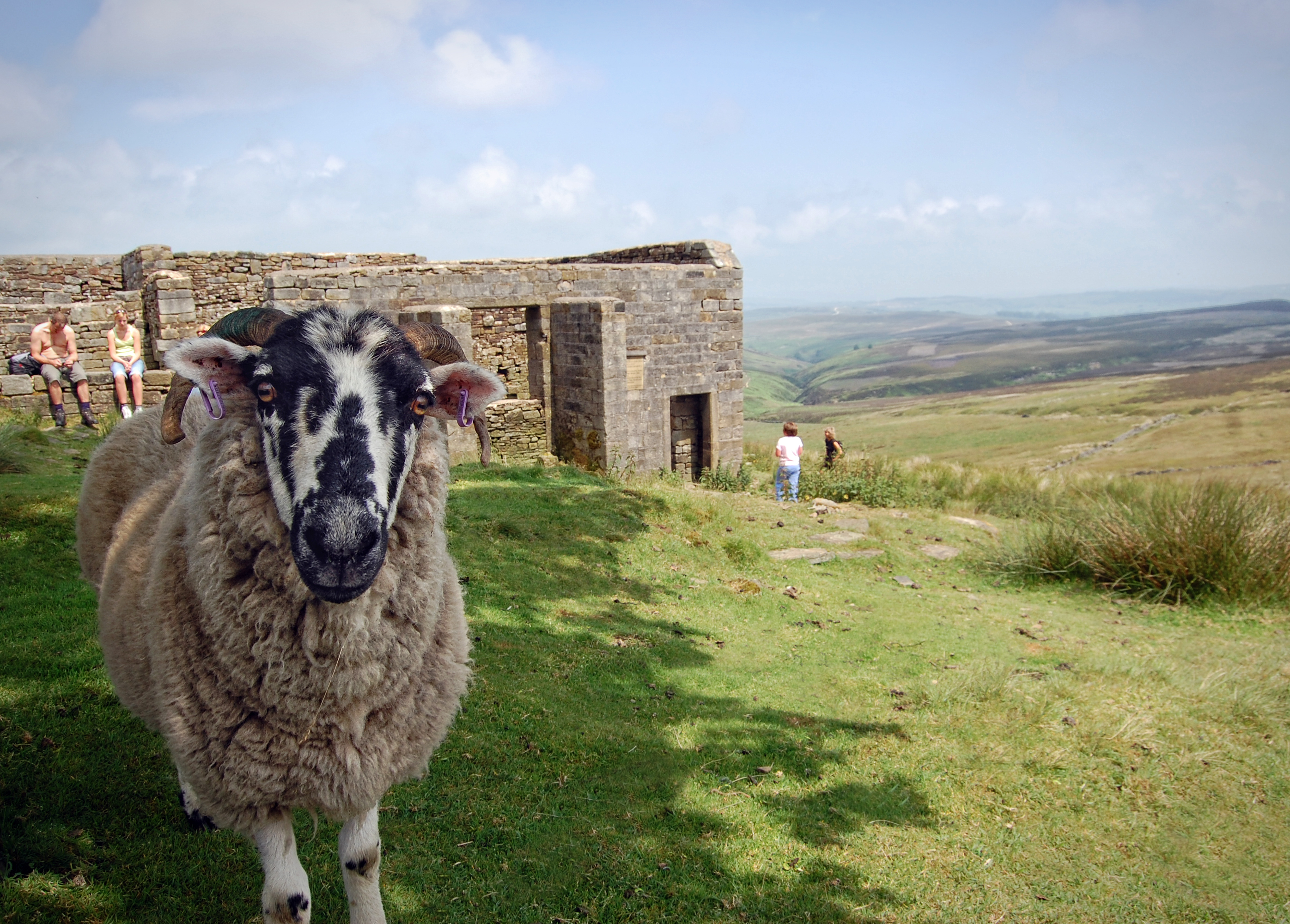
「トップ・ウィゼンズ」はいまや人気の観光スポット

『嵐が丘』は作者エミリーのほぼ唯一の作品だったうえ、発表後間もなく早逝してしまったこともあり、作者本人による作品についてのコメントや解説がほとんど残されていない。
一般的に、『嵐が丘』はヨークシャーの荒野の厳しさを力強く描いていると評される。物語の冒頭に「This is certainly a beautiful country!」という台詞があるが、これは反語的な表現であり、作者のエミリーはハワースの荒野をわびしく、さびしい、そして苛酷な土地ととらえていた。とはいえ、エミリー自身はこうした荒野ならではの自由さを気に入っていたとされている。
作中では、ハワースの地理・動物や植物の生態が正確な写実性をもって描かれたり、登場人物の多くがヨーク方言を用いたりする。そのためヨークシャーでは『嵐が丘』が郷土の風土や文化を世界に広めた作品として愛されており、ウェスト・ヨークシャーには「ブロンテ地方（ブロンテ・カウンティ）」(Brontë Country)との異称もある。しかし、「ヨークシャーの自然が力強く描かれているという読後感」は、荒々しい物語展開によってもたらされるものであり、実際には野外の場面は少なく、自然に関する直接描写は少ないという分析もある。「身を切るような北国の天候、通行止めの道」というような荒野の苛酷な姿は、この物語の展開の激しさの隠喩になっていると指摘されている。また、「厳しい荒野が描かれているという印象」は、実は後世の映画によるものだという指摘もある。原作の『嵐が丘』では、物語の終末は直接的には描かれておらず、第三者による事後の報告の形式をとっているが、何度か映画化された作品ではクライマックスシーンを荒野で撮影して直接描写しており、それが印象に影響を及ぼしているとしている。
『嵐が丘』についての分析で必ず引き合いに出されるのは、「アーンショウ家」と「リントン家」が完全な対照・対称をなしていることである。両家の屋敷、家族構成、性格、名前、行動から、章構成までがこうした対称性・対照性をもって描かれている。
主人公の一人である「ヒースクリフ」は苛烈な人物として描かれるが、その名「Heathcliff」は「荒野（ヒース）」＋「崖（クリフ）」という意味をもっており、ゴシック的な象徴性を帯びている。しかし、あまりにも苛烈な人物設定は、当時の書評者たちに「人物造形がおかしい」と批判された。

## 日本語訳
- 小野寺健、光文社古典新訳文庫（上下） 2010年
- 河島弘美、岩波文庫（上下） 2004年。新訳
- 鴻巣友季子、新潮文庫 2003年。新訳
固有名詞「鶫の辻」
- 田中晏男 『ブロンテ姉妹集 2・3』 京都修学社 2001年
- 中岡洋・芦沢久江 『ブロンテ全集 7』 みすず書房 1996年
ブロンテ姉妹のエミリーとアンの日誌およびシャーロットによる覚書を併収。
固有名詞「スラシュクロス」「ジラー」
- 河野一郎 『世界の文学』 中央公論社　1963年、新版「セレクション36」1993年
エミリー・ブロンテの「詩」40篇を併収
固有名詞「ギンマートン」「スラッシクロス」「ジラー」
  - 河野一郎　中公文庫 1979年
- 永川玲二 集英社文庫、1988年
  - 永川玲二 集英社「世界文学全集」 1973年　解説付き

固有名詞「ロクウッド」
永川玲二による
- 田中西二郎 新潮文庫（旧） 改版1981年。新潮社「世界文学全集」
固有名詞「スラシュクロス」
- 大和資雄　角川文庫 1957年、のち改版
  - 大和資雄 『筑摩世界文學大系33』　筑摩書房 1972年。初訳は春陽堂
- 工藤昭雄　講談社文庫 1978年
- 三宅幾三郎（松村達雄　補訳）、『世界文学全集6』千趣会 1976年
エミリー・ブロンテの「詩」80篇を併収
固有名詞「ヒースクリッフ」「キャシイ」「ネリイ」「ヒンドレ」
- 中村佐喜子 旺文社文庫 1967年
固有名詞「スラシュクロス」「ヒンドリ」「キャシィ」「ネリ」「スカルカァ」「エドガァ」「スロットラ」「ジラー」
- 阿部知二 岩波文庫（旧訳・上下）1961年。河出書房新社『世界文学全集』
固有名詞「スラッシクロス」「ヘヤトン」「ジラー」「キャスリン」「ヒンドリ」「ギマドン」「スカルカ」「ネリ」「キャシ」「エドガ」「ペニストウ」「スロトラ」
- 石川久美子訳『分別と多感』ハーレクイン（選書版の抄訳）、2007年

## 派生作品

### 映画
- 『嵐ケ丘』（Wuthering Heights, 1939年、製作：アメリカ、監督：ウィリアム・ワイラー、主演：ローレンス・オリヴィエ、マール・オベロン）
- 『嵐が丘』（Abismos de Pasion, 1953年、製作：メキシコ、監督：ルイス・ブニュエル、主演：イラセマ・ディリアン、ホルヘ・ミストラル） - メキシコの砂漠が舞台
- 『嵐が丘』（Wuthering Heights, 1970年、製作：米英合作、監督：ロバート・フュースト、主演：アンナ・カルダー・マーシャル、ティモシー・ダルトン）
- 『嵐が丘』（Hurlevent, 1986年、製作：フランス、監督：ジャック・リヴェット、主演：ファビエンヌ・バーブ、リュカ・ベルボー） - フランスの田舎が舞台
- 『嵐が丘』（1988年、製作：日本、監督：吉田喜重、出演：松田優作、田中裕子） - 鎌倉・室町時代の日本が舞台
- 『嵐が丘』（Emily Brontë's Wuthering Heights, 1992年、製作：イギリス、監督：ピーター・コズミンスキー、主演：ジュリエット・ビノシュ、レイフ・ファインズ）
- 『嵐が丘』（Wuthering Heights, 2011年、制作：イギリス、監督：アンドレア・アーノルド、主演：カヤ・スコデラリオ）
- (Wuthering Heights,TBA、製作：アメリカ、監督：エメラルド・フェネル）

### 戯曲
- 河野多惠子『戯曲 嵐が丘』（1970年）

### 舞台作品
- 『嵐が丘』（ミュージカル、宝塚歌劇団）
- 『嵐が丘』（1970年、現代演劇協会附属劇団欅。作：河野多惠子、演出：福田恆存、会場：日生劇場＜日本ゼネラルアーツ提携公演＞[17]）

その他、数多くの団体によってさまざまに上演されている。

### 脚本
- 『こんな愛をしてみたい 〜嵐が丘より嵐が丘〜』東隆明著、企画出版天恵堂 ISBN 978-4-87657-002-7

### テレビドラマ
- 『愛の嵐』（1986年6月 - 10月放送、東海テレビ放送製作の昼ドラマ） - 昭和の戦前戦後の日本が舞台。田中美佐子、渡辺裕之、長塚京三主演。
- 『新・愛の嵐』（2002年7月 - 9月放送、東海テレビ放送製作の昼ドラマ） - 上記のリメイク作品。藤谷美紀、要潤、石原良純主演。
- 『嵐が丘』（2009年、制作：イギリス、ITV、監督：コキー・ジェドロイック、主演：トム・ハーディ、シャーロット・ライリー）

### 小説
- 水村美苗『本格小説』（2002年） - 戦後の日本が舞台の翻案小説
- 野村美月『“文学少女”と飢え渇く幽霊（ゴースト）』 - 本作が題材のミステリー小説。
- ステファニー・メイヤー『トワイライト』 - 第3期は本作を題材にしている。

### 漫画
- 森園みるく『嵐が丘』 - 「孤児」「リントン家」「嵐の夜」「再会」「イザベラの恋」「復讐鬼」「祈り」「永遠の誓い」の全8章で構成。キャシーとヒースクリフの出会いからキャシーの死までが描かれている。『マンガ世界の文学8 嵐が丘』に収録。ISBN 4-418-96206-9
- 一川未宇『嵐が丘』 - 「嵐が丘」「災いの子」「キャサリンの結婚」「帰ってきた復讐鬼」「キャサリンの死」「12年後」「監禁された天使」「魂は死なず」の全8章、182ページで構成。未単行本化。
- 英洋子『嵐が丘』 - 前後編で構成。キャシーとヒースクリフの出会いからキャシーの死までが描かれている。『まんがグリム童話 嵐が丘』に収録。ISBN 978-4-8211-8395-1
- 桜井美音子『嵐が丘〜狂気の愛〜』 - 「運命」「絆」「崩壊」「発動」「喪失」「覚醒」「永遠」の全7話で構成。あとがきで筆者自身が「反原作の立場をとったことになる」と語っており、ヒースクリフの出自や失踪中の様子・キャシーの亡霊の正体等に独自解釈を加えている。『まんがグリム童話 嵐が丘〜狂気の愛〜』に収録。ISBN 978-4-8211-7396-9
- 美内すずえ『ガラスの仮面』 - 劇中劇として「嵐が丘」が描かれる。主人公の北島マヤが少女時代のキャサリンを演じる。

### 音楽作品
- 「嵐が丘」（Wuthering Heights） - 1978年発表、ケイト・ブッシュのデビューシングルおよびデビューアルバム『天使と小悪魔』収録の歌。正確には小説自体ではなく、テレビドラマ化された作品から着想を得ている。この曲はその後1994年から、日本テレビ系のテレビ番組『恋のから騒ぎ』のオープニングテーマ曲として使用される。アングラが1993年に発表したエンジェルズ・クライの7曲目に本楽曲のカバーが収録されている。
- 『静寂の嵐』（Wind & Wuthering） - 1976年発表、ジェネシスのアルバム
- 「嵐ヶ丘」 -  1993年発表、ALI PROJECTのシングル曲。アルバム『DALI』（1994年）他、『jamais vu』（2000年）、『Deja Vu 〜THE ORIGINAL BEST 1992-1995〜』（2006年）、『Romance』（2006年）にも収録されている。
- 「水に落ちた葡萄酒」 - 2001年発表、声優・桑島法子の1枚目のオリジナル・アルバム『Flores〜死者への花束』の収録曲。歌詞の内容から「嵐が丘」をモチーフにしているものと思われる。また、同アルバムのジャケット写真の撮影を同小説の舞台であるハワースで行っている。
- 「嵐が丘」 - 2005年発表、ヴァイオリニスト川井郁子の5番目のアルバム『嵐が丘』の表題曲。主人公の感情を表現した弦楽曲で「ヒースクリフに捧ぐ」の副題が添えられている。
- 「嵐が丘」 - 2009年発表、菊地成孔とペペ・トルメント・アスカラールのアルバム『New York Hell Sonic Ballet』の収録曲。アルバム『夜の歴史/菊地成孔とぺぺ･トルメント･アスカラールの十年』（2014年）にも収録されている。この曲をベースとした「新・嵐が丘」は、橋本一子による囁くような語りがミックスされており、その中に“嵐が丘のヒースクリフのように”という一節が含まれている。「新・嵐が丘」はアニメ『LUPIN the Third -峰不二子という女-』の主題歌で、オープニングでは峰不二子が草むらを走って行く描写がある。

### 音楽グループ
- ワザリング・ハイツ - デンマークのヘヴィメタルバンド。幻想的かつドラマティックな作風を持ち味にしている。

### フィギュアスケート
- フィギュアスケート選手、パイパー・ギレスとポール・ポワリエの2023-2024シーズンにおけるフリーダンス。1992年の映画『嵐が丘』より坂本龍一によるサウンドトラックを使用。